# Tyemrjuki járás
A Tyemrjuki járás (oroszul Темрюкский муниципальный район [Tyemrjukszkij munyicipalnij rajon]) Oroszország egyik járása a Krasznodari határterületen. Székhelye Tyemrjuk.

## Népesség
- 1989-ben 105 328 lakosa volt.
- 2002-ben 115 462 lakosa volt, melyből 101 338 orosz (87,8%), 4 044 ukrán, 2 293 tatár, 2 178 örmény, 769 fehérorosz, 740 német, 641 krími tatár, 469 bolgár, 364 görög, 153 cigány, 144 azeri, 128 grúz, 92 török, 46 adige.
- 2010-ben 117 904 lakosa volt.

A tatár és a krími tatár lakosság száma és számaránya egyaránt Taman településen a legnagyobb, a legtöbb örmény Sztarotitarovszkaja, a legtöbb bolgár pedig Szennoj településen él.